# Somatotrofo
Somatotrofos ou somatotropos são células da hipófise que produzem o hormônio do crescimento (GH). Estas células constituem 30 a 40% das células da adenoipófise. Elas respondem à liberação de GH em resposta ao estímulo do GHRH ou inibição da somatostatina, ambos vindos do hipotálamo através da veia porta hipofisária.